# Joseph Werbrouck
Joseph Werbrouck (10 de gener de 1882 – 3 de juny de 1974) va ser un ciclista belga que va prendre part en els Jocs Olímpics d'Estiu de Londres de 1908. Guanyà la medalla de bronze aen la cursa dels 20 quilòmetres, rere Clarence Kingsbury i Benjamin Jones. També va disputar la cursa de les 660 iardes, on quedanà eliminat en primera ronda.